# Surveillante (Schiff, 1867)
Die Surveillante war eine französische Panzerfregatte der Provence-Klasse. Im Deutsch-Französischen Krieg war sie 1870 das Flaggschiff des Ostseegeschwaders.

## Geschichte

Der Norddeutsche Bund auf der historischen Weltkarte

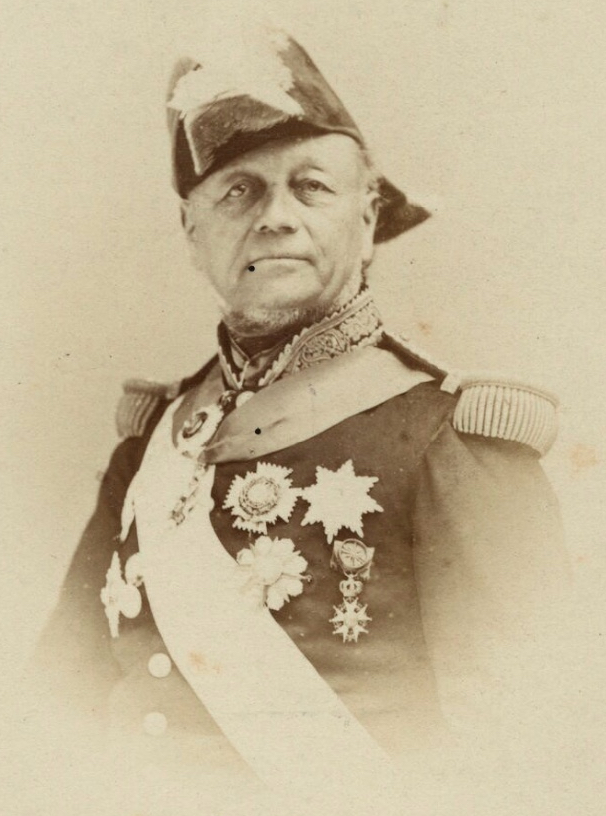
Édouard Bouët-Willaumez

Die Einheiten der Provence-Klasse wurden ab 1865 in Dienst gestellt. Nach Ausbruch des Deutsch-Französischen Krieges wurde die Surveillante im Juli 1870 Flaggschiff des sogenannten Ostseegeschwaders (französisch: Escadre du Nord = Nordgeschwader) unter Vizeadmiral Louis Edouard Bouet-Willaumez. Der Verband traf am 29. Juli 1870 in der Nordsee ein. Statt wie geplant aus 14 Panzerschiffen, bestand es ursprünglich aus sieben Einheiten:
- Surveillante (Flaggschiff)
- Gauloise (Panzerfregatte)
- Guyenne (Panzerfregatte)
- Flandre (Panzerfregatte)
- Océan (Panzerfregatte)
- Thetis (Panzerkorvette)
- Jeanne d’Arc (Panzerkorvette)
- Cassard (Aviso)

Nach Eintreffen des Widderschiffs Rochambeau in der Ostsee gingen die Flandre und die Océan nach Frankreich zurück.
Vor der Weiterreise in die Ostsee brachte das Geschwader im Raum Helgoland gut 40 norddeutsche Handelsschiffe auf. Als es Anfang August in das Kattegat einlief, traf die Nachricht ein, dass Dänemark entgegen französischer Hoffnungen im Krieg neutral bleiben würde. Zwischenzeitlich war realisiert worden, dass die für das Landungskorps an der deutschen Ostseeküste vorgesehenen Truppen im Mutterland dringend benötigt wurden.
Der Einsatz des Geschwaders wurde insbesondere durch Kohlenmangel stark behindert. Zwar wurden von englischer Seite aus auf Helgoland und von dänischer Seite aus in einem gewissen Umfang Kohlen verkauft, jedoch musste der größte Teil des Nachschubs aus Dünkirchen herangeschafft werden. Bouët-Willaumez verlegte sich daher auf eine erfolglose Blockadetätigkeit vor der mecklenburgischen bzw. preußischen Küste. Geplant war die Blockade von Swinemünde, Danzig, Pillau und Memel sowie eine Beschießung Kolbergs, was aus verschiedenen Gründen nicht gelang.
Am 17. August 1870 wurde das Geschwader im Seegefecht vor Hiddensee vom norddeutschen Aviso Grille und den Kanonenboote Blitz, Drache und Salamander angegriffen, wobei offenbar auf beiden Seiten weder Schäden noch Verluste eintraten. Am 21./22. August führte die Korvette Nymphe in der Danziger Bucht am Putziger Wiek einen Ausfall gegen die Blockadekräfte durch, wobei nach norddeutschen Angaben 18 französische Seeleute fielen, die in Kopenhagen beigesetzt wurden.
Bereits im September 1870 trat das Geschwader die Rückreise nach Frankreich an und operierte um den 26. September 1870 noch einmal kurzfristig vor Helgoland, bevor es am 29. nach Frankreich zurückkehrte. Das französische Nordseegeschwader unter Vizeadmiral Martin Fourichon hatte sich bereits am 12. September aufgrund logistischer Schwierigkeiten, schlechten Wetters und angesichts der Entwicklung der militärischen Situation in der Heimat nach Frankreich zurückgezogen.
Ab dem 11. Oktober operierten erneut französische Panzerschiffe in der Nordsee, darunter auch die Surveillante. Am 19. November brach ihr Ruder. Sie trieb 48 Stunden auf See, bevor sie von der Panzerfregatte Revanche aufgenommen und nach Cherbourg abgeschleppt werden konnte.

## Schwesterschiffe
Flandre, Gauloise, Héroine, Magnanine, Provence, Valeureuse.